# Рінтон
Рінтон Тарентський (дав.-гр. ῾Ρίνθων; 323 до н. е. — 285 до н. е.) — давньогрецький драматург. Рінтон вважається винахідником, так званої, хіларотрагедії.

## Біографія
Народився у Сиракузах в родині гончара і жив у добу Птолемея І.
Рінтон написав 38 трагікомічних драм, зміст яких він брав у аттичних трагіків, але досі невідомим залишається спосіб викладу і тон його творів. Можна тільки здогадуватися, що він брав історію і форму трагедій для рамок, сцени ж і діалоги брав з повсякденного життя і таким чином мав звичку створювати строкату гру фантазії, складену зі смішних і серйозних частин.
Жартівливий тон і веселий настрій духу виявляють деякі вцілілі уривки. Вважають, що його «Амфітреон» грец. Αμφιτρύων був зразком однойменної п'єси Плавта. З його п'єс збереглися тільки 8 міфічних назв і кілька віршів. У своїй ліриці Рінтон звичайно використовував ямбічний триметр.